# Стяжкин, Николай Иванович
Никола́й Ива́нович Стя́жкин (1 октября 1932, Астрахань — 7 марта 1986, Москва) — советский философ, специалист по логике и теории информации. Доктор философских наук, профессор.

## Биография
В 1955 году окончил философский факультет Московского государственного университета. В 1959 году защитил кандидатскую диссертацию на тему «Из истории развития математической логики в XIX веке», в 1964 году — докторскую диссертацию на тему «Становление идей математической логики». В том же году стал читать курс лекций по истории логики. В 1969 году стал профессором.
Работал во Всесоюзном институте научной и технической информации, в Московском историко-архивном институте, в 1976—1986 годах — во Всесоюзном научно-исследовательском институте документоведения и архивного дела.
Умер в 1986 году. Похоронен на Хованском кладбище.

## Научная деятельность
Исследовал историю развития логики в России, в частности, научное творчество П. С. Порецкого, реконструировал логические методы Дж. Буля. Особенное внимание уделял вопросам логической семантики, проблеме антиномий, проблемам арабоязычной логики.

## Семья
Мать - Стяжкина Екатерина Григорьевна, кандидат химических наук, доцент кафедры общей химии КПтИ.
Тётя - Шуликина (Тикунова) Евгения Иосифовна, преподаватель Самарского государственного медицинского университета.